# Aeroportul Timmins/Victor M. Power
Aeroportul Timmins/Victor M. Power (IATA: YTS, ICAO: CYTS) este un aeroport din Ontario, Canada ce deservește zona Timmins⁠(d). Aeroportul a fost tranzitat în 2021 de 72.635 de pasageri. A fost numit după Victor M. Power⁠(d).
Situat la o altitudine de 295 m, aeroportul dispune de o singură pistă.